# Transitpassage genom internationella sund
Transitpassage genom internationella sund är ett begrepp inom folkrätten som berör fartygs och flygplans passage genom andra staters territorialvatten. Internationella sund behandlas i Förenta nationernas havsrättskonvention, artikel 37. 
När flera stater under senare delen av 1900-talet utvidgade sitt territorialhav till 12 nautiska mil, utplånades på flera platser de remsor av internationellt vatten som hade funnits i sund. I syfte att underlätta sjöfarten ger därför konventionen rätt för fartyg och flygplan att passera genom territorialhavet utan onödigt uppehåll (transitpassage). Passerande fartyg och flygplan skall avstå från våld eller hot om våld mot kuststaten. Konventionen reglerar inte områden som reglerats genom tidigare avtal, såsom Öresund och Ålands hav.